# Šoupátkový rozvod

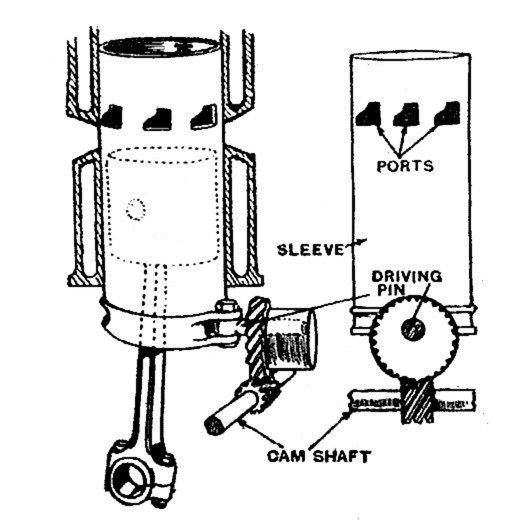
řešení Argyll využívající patentů Burt-McCollum

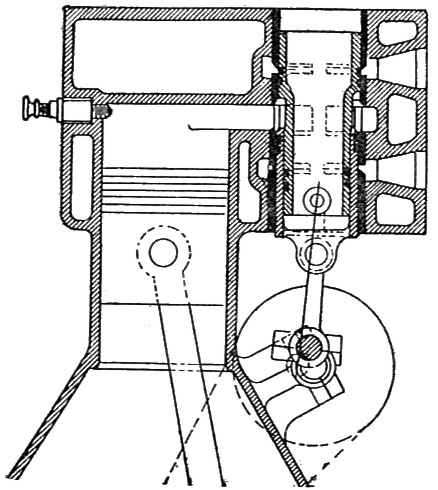
Jiné řešení šoupátkových rozvodu

Šoupátkový rozvod je typ rozvodového mechanismu využívající šoupátka na řízení sání a výfuku pístového motoru. V první polovině dvacátého stolení se tento typ rozvodu používal jako alternativa ventilových rozvodů čtyřdobých motorů. V pozdější době se šoupátkový rozvod používal u dvoudobých motorů s cílem optimalizovat výkon motoru.

## Rozdělení podle pohybu šoupátka[1]
- motory s kmitajícím šoupátkem (vratný pohyb po přímé nebo zakřivené dráze):
  - mezi pístem a stěnou válce (dutá trubka nebo její segment)
  - mimo stěnu válce
- motory s rotačním šoupátkem[2]. Šoupátko rotuje v ose, která je:
  - shodná s osou válce
  - rovnoběžná s osou válce
  - kolmá na osu válce
  - shodná s osou klikového hřídele

## Příklady řešení
V oblasti pístových spalovacích motorů byly používány některé z následujících řešení:

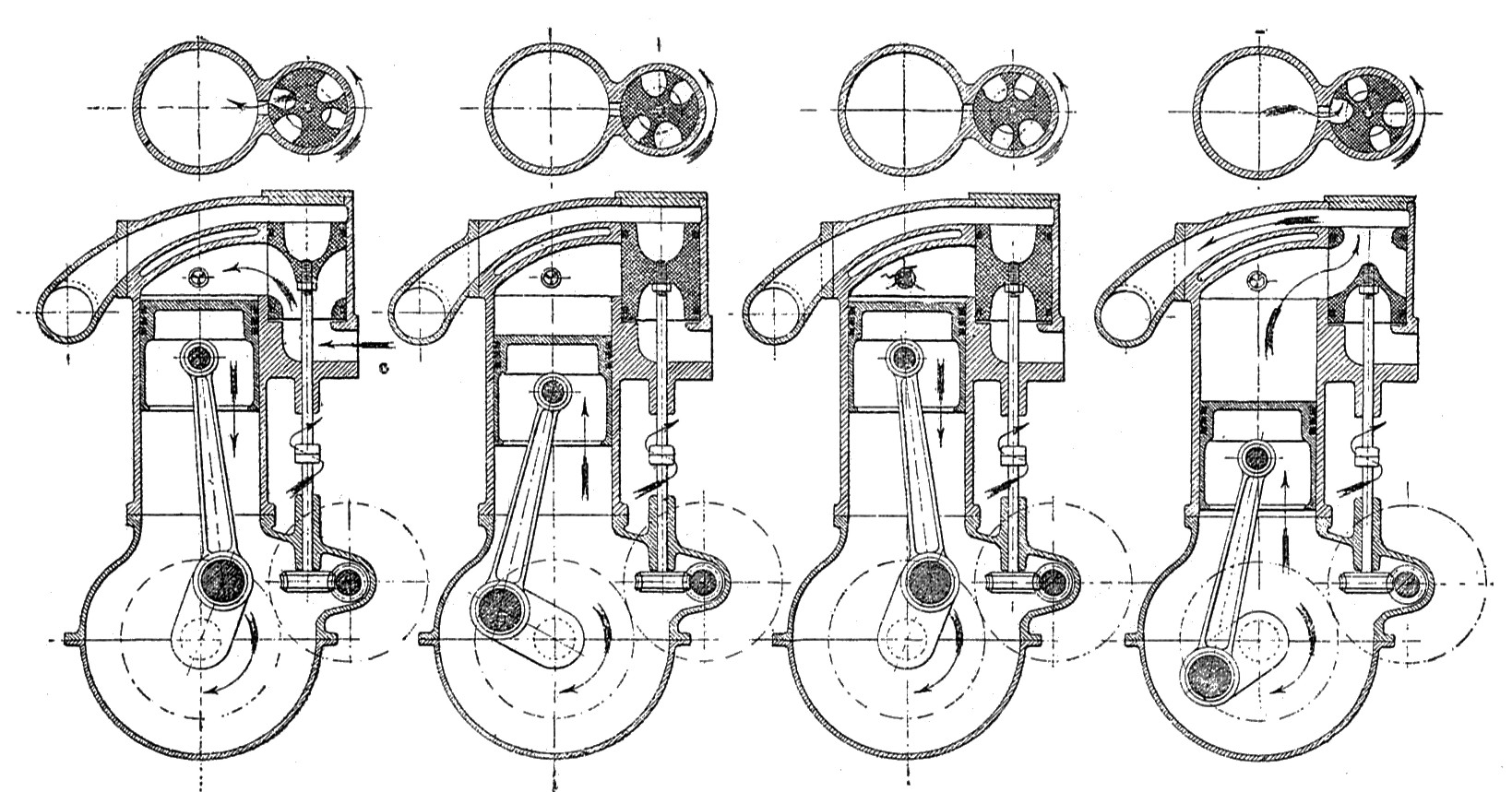
Itala "Avalves" 1912

- Charles Yale Knight – je tvořen dvěma soustřednými válcovými šoupátky, z nichž vnitřní nahrazuje stěny válce motoru. V šoupátku jsou otvory, které se vzájemným posouváním střídavě otevírají a zavírají a řídí tak průtok pracovních plynů. Na posuvné ovládání Knight bylo vydáno více než 30 výrobních licencí, včetně společností Daimler (Mercedes), Panhard & Levassor, Minerva, Hotchkiss, Laurin & Klement .

- Mustad et Fils – používá dvě šoupátka ve tvaru půlválců kolem pístu. Otvory v šoupátku se překrývají při pohybu s otvory v bloku motoru.
- Burt-McCollum – (Peter Burt a James Harry Keighly McCollum) v tomto případě jedno válcovité šoupátko s otvory provádí kolem pístu šroubovitý pohyb a překrývá otvory v bloku motoru.
- Itala – šoupátko s funkcí dvojcestného kohoutu
- Bristol – rozvod je umístěn v hlavě válce a je tvořen kluzným pouzdrem ve tvaru válce přítlačnou pružinou k ocelolitinovému rotujícímu šoupátku s otvory.
- Baeer – v tomto systému je těsnicí kluzné pouzdro s otvory přitlačovány tlakem plynů k příčně rotujícímu šoupátku válcového tvaru v hlavě válce. V šoupátku a pouzdře jsou opět otvory, které se střídavě otevírají a překrývají.
- Reynolds[3] – šoupátko (robustní disk) rotuje v ose válce. Patent US1052530A vydaný 11. února 1913.
- Frank Metcalf Aspin – byl tvořen kónickým rotujícím šoupátkem v hlavě válce. Používal se u motocyklových motorů. Patent US2245743A vydaný 17. června 1939
- Roland C. Cross[4] – příčné rotační šoupátko tvaru válcové trubky opatřené dělicí stěnou (přepážkou), která odděluje sání od výfuku. Na jedné straně je umístěn karburátor, na druhé straně výfukové potrubí.
- Minerva-Bournonville – konstrukce s příčné rotačním šoupátkem tvaru válcové trubky. Tímto řešením sledovala fa Minerva opuštění licenčního motoru Knight
- Zimmermann – patent DE948019C ze dne 28. března 1956, ploché šoupátko, které se otáčí v klikové skříni dvoudobých motorů